# Hailemariam Desalegn

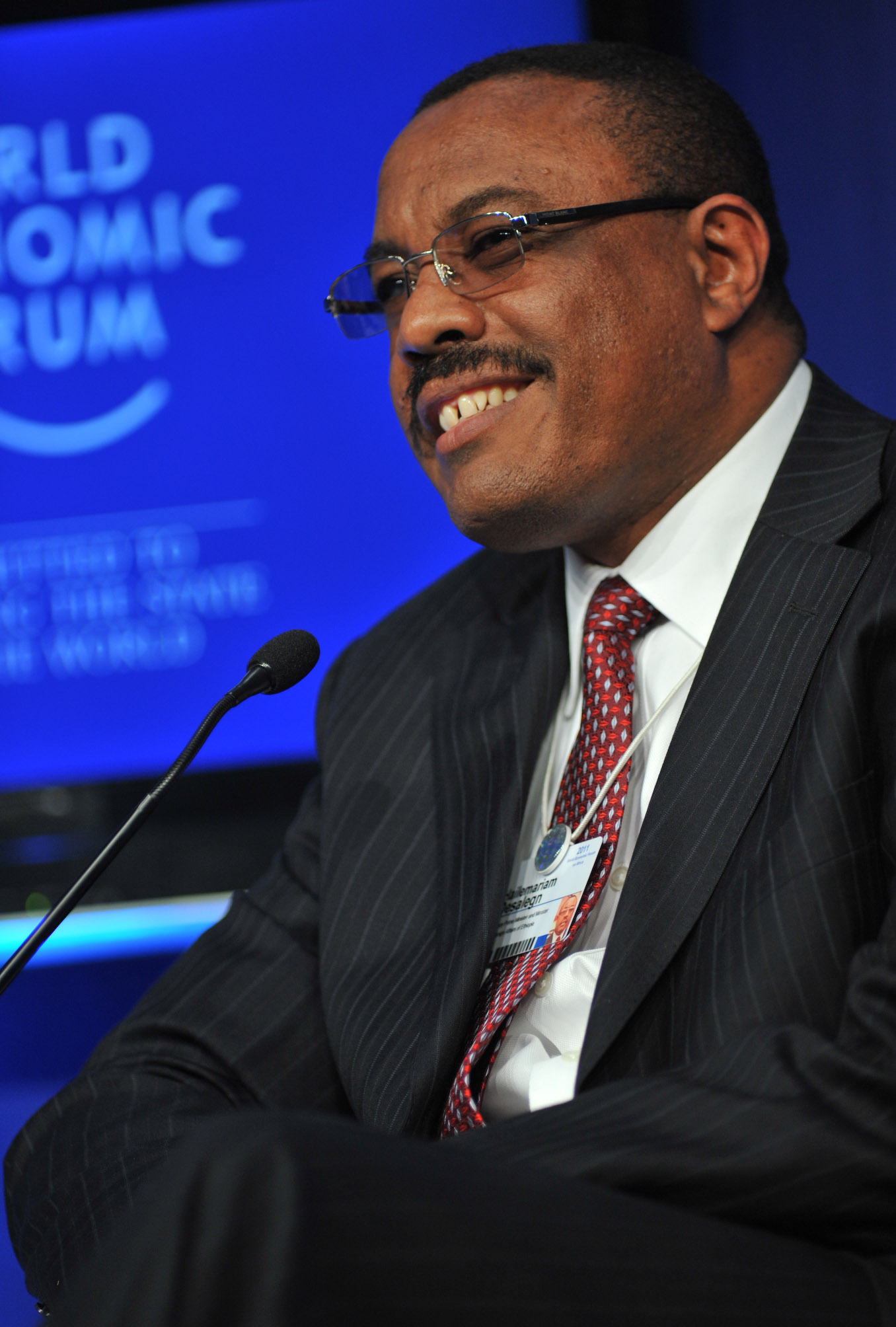
Hailemariam Desalegn (2011)

Hailemariam Desalegn Bosche (amharisch ኃይለማሪያም ደሳለኝ, * 19. Juli 1965 im Woreda Boloso Sore, Region der südlichen Nationen, Nationalitäten und Völker) ist ein äthiopischer Politiker. Vom 15. September 2012 bis zum 15. Februar 2018 war er Ministerpräsident seines Landes
und Vorsitzender der regierenden Parteienkoalition Revolutionäre Demokratische Front der Äthiopischen Völker (EPDRF).
Hailemariam Desalegn gehört zu den Wolaytta, einer Ethnie aus dem Süden Äthiopiens. Er ist kein orthodoxer Christ wie die meisten äthiopischen Christen, sondern Protestant. Er gehört den nichttrinitarischen Pfingstlern an.

## Berufliche Laufbahn
An der Universität Addis Abeba studierte er Bauingenieurwesen mit Bachelor-Abschluss. Nach zwei Jahren  als Assistent am Institut für Wassertechnologie in Arba Minch bekam er ein Stipendium an der TU Tampere (Finnland), wo er einen Masterabschluss in Abfallwirtschaft erhielt. Danach war er an verschiedenen
akademischen und Verwaltungs-Institutionen tätig, unter anderem 13 Jahre Dekan des Instituts für Wassertechnologie in Arba Minch (heute eine Technische Universität). An der kalifornischen Azusa Pacific University erlangte er einen Magisterabschluss in Organisationsführung.

## Politische Laufbahn
Am 1. September 2010 wurde er zum Außenminister und stellvertretenden Ministerpräsidenten ernannt und am 15. September 2012 vom äthiopischen Parlament zum Ministerpräsidenten gewählt.
Am 27. Januar 2013 wählte ihn die Generalversammlung der Afrikanischen Union zum Vorsitzenden der AU. Im Januar 2014 übernahm der mauretanische Präsident Mohamed Ould Abdel Aziz dieses Amt.
Nach jahrelangen landesweiten Protesten gegen die äthiopische Regierung, bei denen mehrere Hundert Menschen starben, erklärte Hailemariam Desalegn am 15. Februar 2018 seinen Rücktritt als Ministerpräsident und EPDRF-Vorsitzender. Bis zum Antritt eines Nachfolgers bleibe er im Amt. Ende März 2018 wurde Forschungs- und Technologieminister Abiy Ahmed Ali zum neuen Parteivorsitzenden gewählt und folgte ihm am 2. April 2018 auch als Premierminister.